# Nicolas Colibert
Nicolas Colibert (Paris, 1750 - Londres, 1806) est un artiste peintre et graveur français.

## Biographie
Nicolas Colibert fait partie des graveurs recrutés par Pierre-François Basan et Jean-Baptiste-Pierre Lebrun pour illustrer le Cabinet de M. Poullain publié à Paris en 1781.
Il arrive à Londres en 1782. En lien avec Francesco Bartolozzi qui grave ses compositions dessinées (Zephyrus, 1788), Colibert adopte la technique du pointillé en interprétant des paysages de Francesco Casanova (par exemple, Retour de la chasse au vol, 1786, publié chez Chereau). Il produit par ailleurs quelques plaques originales pour une édition illustrée du Evelina, ainsi que deux allégories de format ovale, Youth et Pity (Birchall, 1785). 
De retour à Paris, il rejoint comme secrétaire le 19 janvier 1791 la Commune des Arts, présidée par Jean-Bernard Restout, qui réclame une réforme du Salon. 
Colibert présente des sujets pastoraux peints au Salon de 1793, entre allégories et figures d'histoire. Il réside « parvis Notre-Dame, Café de la Renommée » et rue du Hurepoix. Il met en gravure plusieurs œuvres de Boizot, Schall, Monsiau, Fréret, Franz Kobell, Poelenburgh, Van Goyen... Il pratique également la manière de lavis.
Colibert a laissé de grandes estampes commémorant l'abolition de l'esclavage et publiées après février 1794, d'après des compositions de Pierre Fréret, ainsi qu'un portrait, d'après nature, de Jean-Marie Roland de La Platière (1792).
Il meurt à Londres en 1806.

Œuvres de Colibert
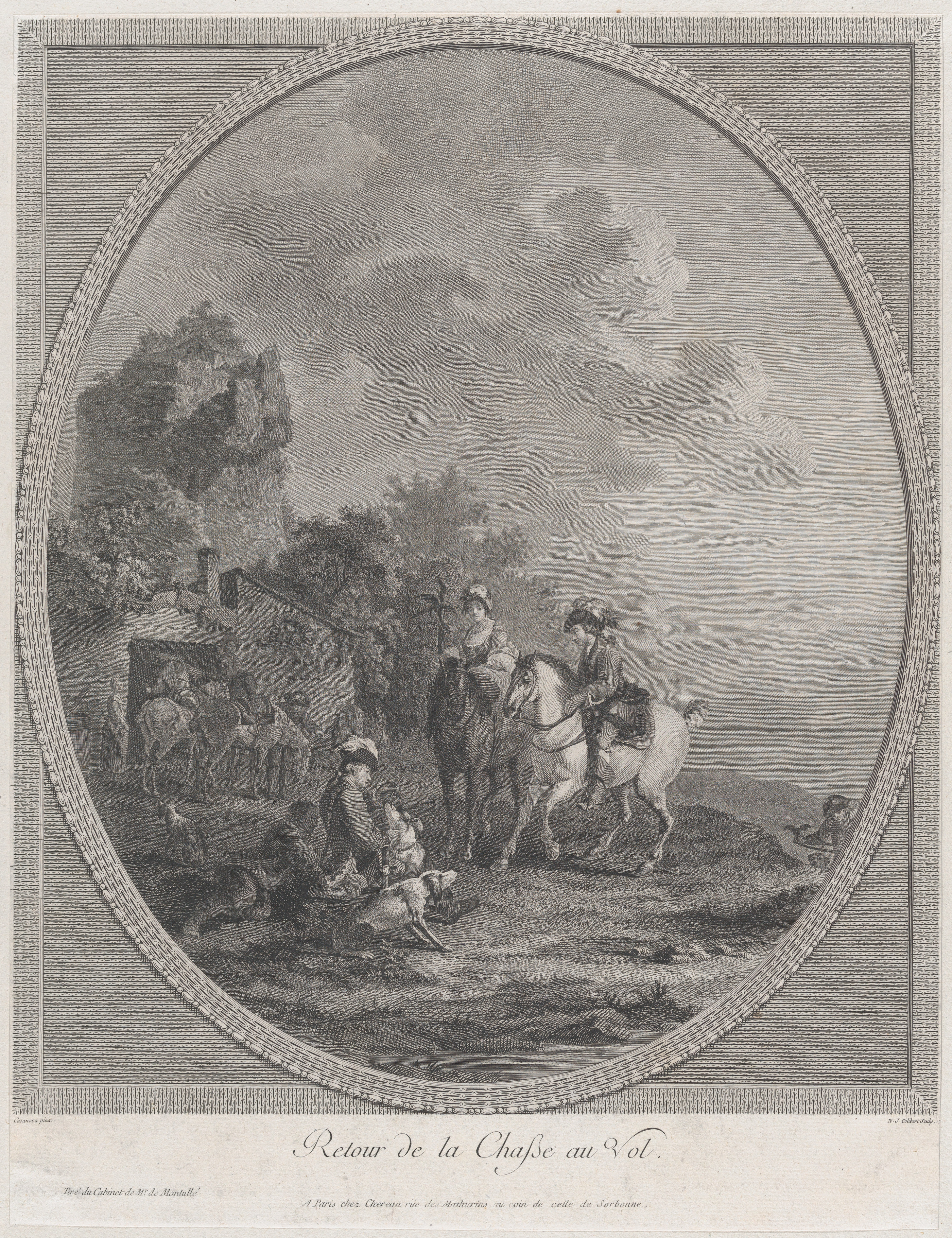
Retour de la chasse au vol (1786) d'après Francesco Casanova
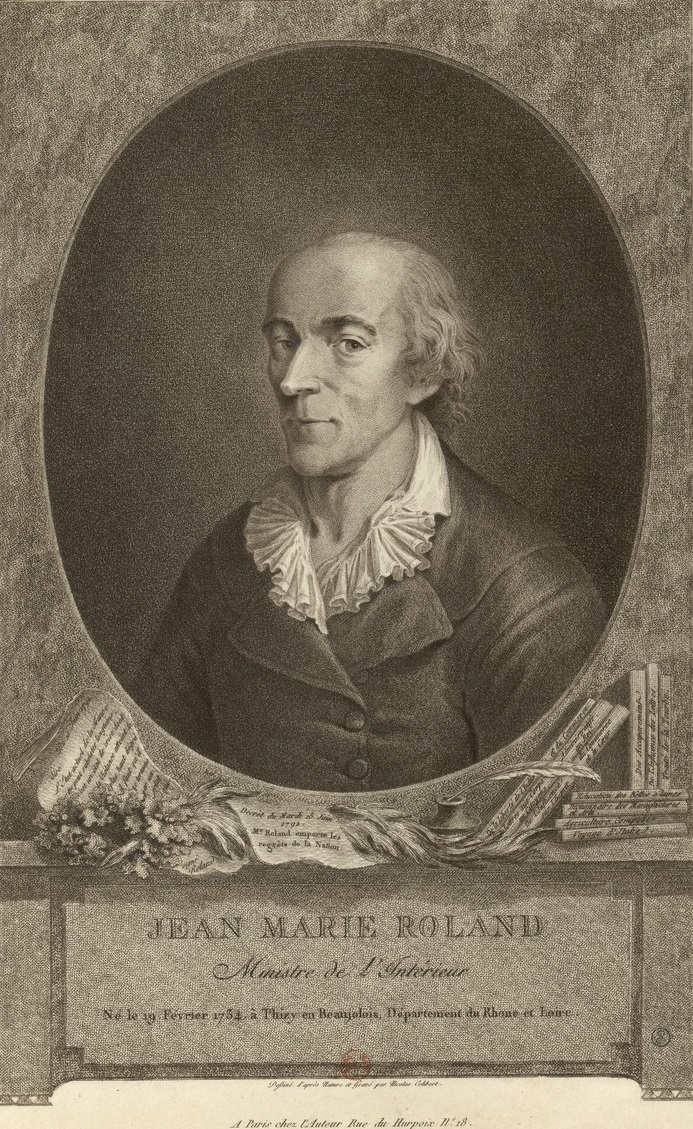
Jean-Marie Roland ministre de l'Intérieur (gravure originale, 1792)
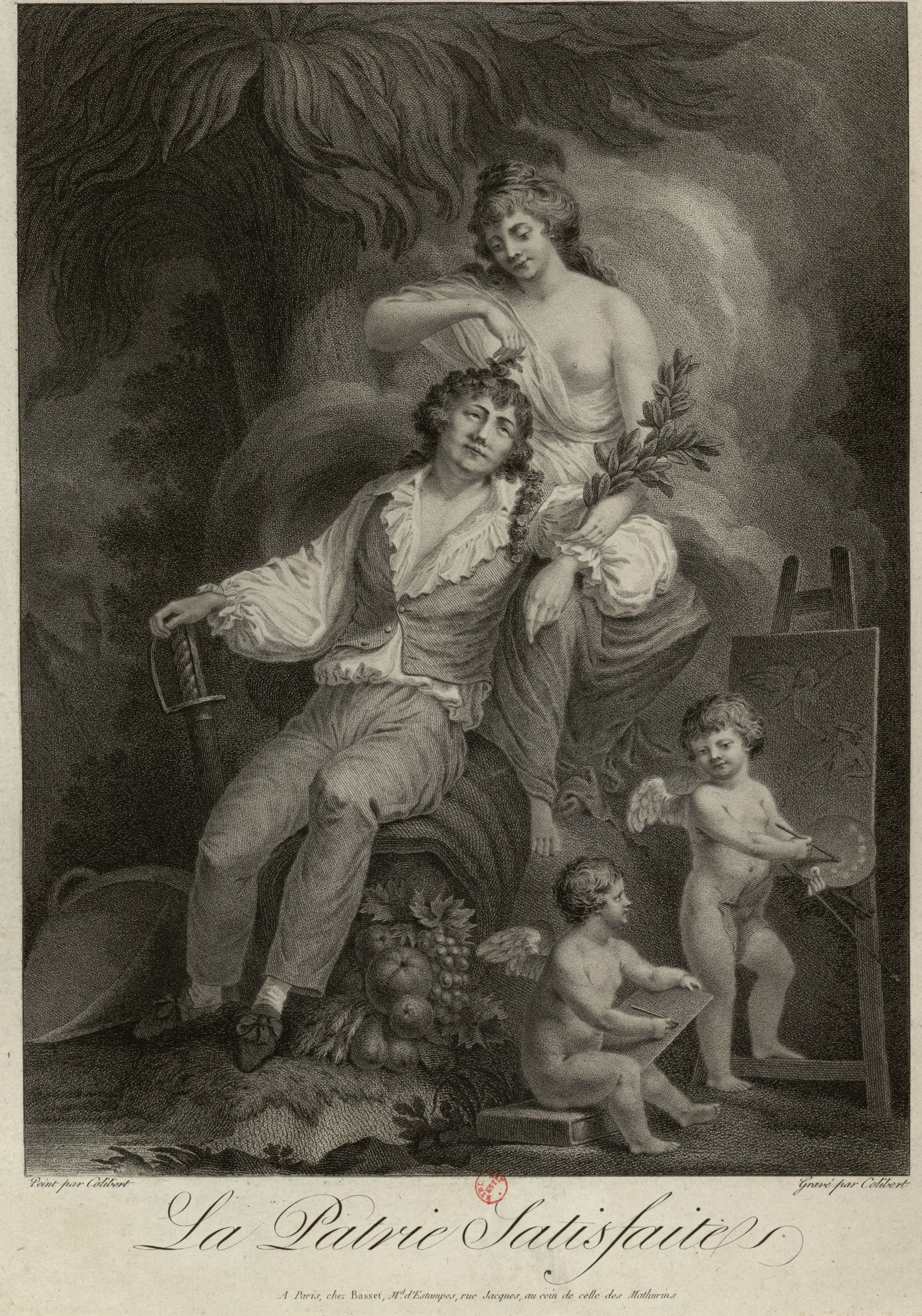
La Patrie satisfaite (gravure d'après lui-même, 1793)